# Ячмінка лісова
Ячмінка лісова або горделімус європейський (Hordelymus europaeus) — вид трав'янистих рослин родини тонконогові (Poaceae), поширений у Європі, Кавказі, Туреччині й на північному заході Африки. Населяє листяні ліси й узлісся; росте у щільних пучках.

## Опис

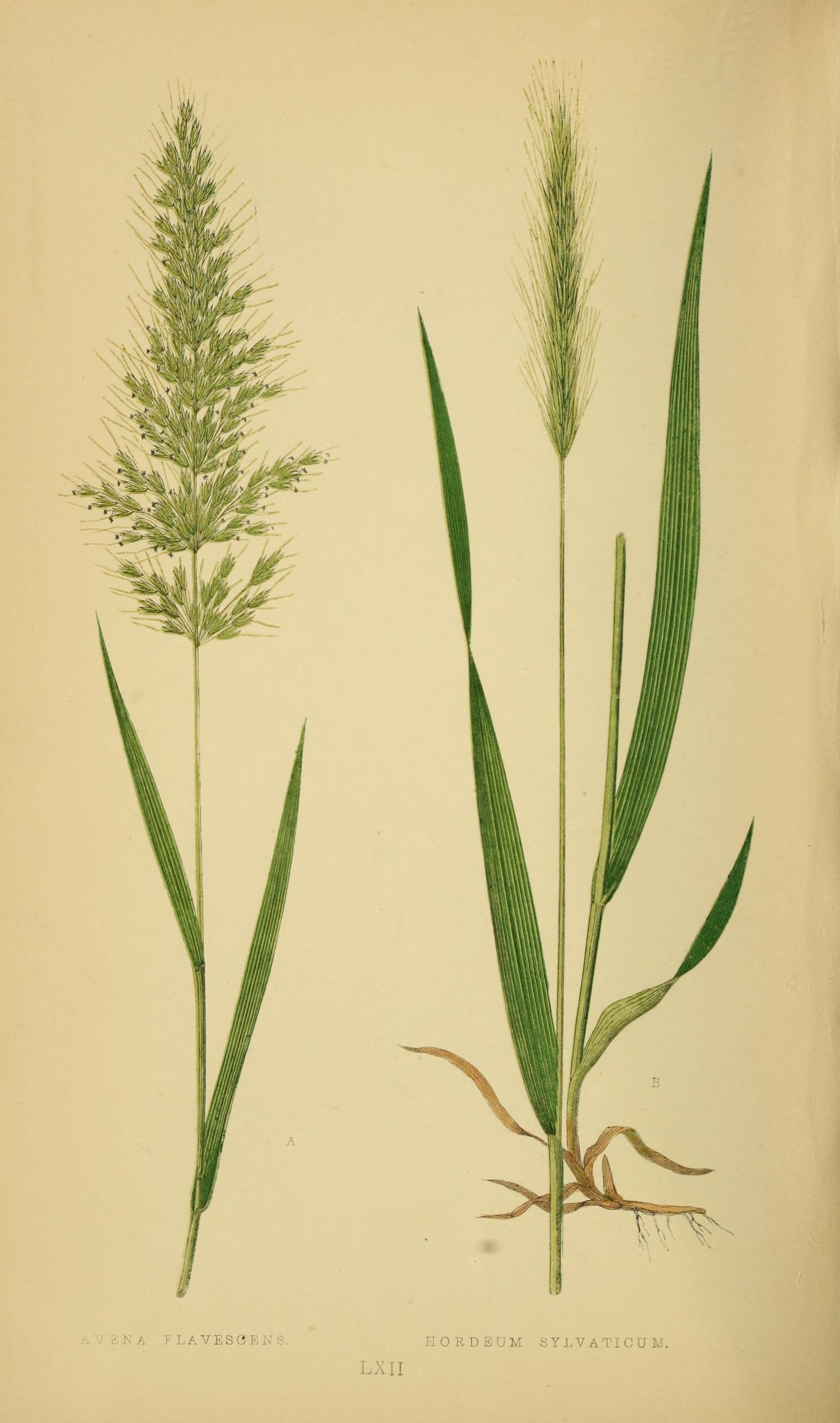

Багаторічна рослина 60–120 см заввишки. Колос прямий, звужений до верхівки, 7–11 см завдовжки. Колоскові луски вузькі, поступово звужені в остюку, разом з остюком 20–25 мм довжиною. Нижня квіткова луска ланцетна, гостро-шорсткувата, ≈ 11 мм завдовжки, з остюком 20–30 мм довжиною. Піхви нижніх листків волосисті. Листки плоскі, 6–11 мм завширшки, голі. Стебла із запушеними вузлами.

## Поширення
Європа: Австрія, Ліхтенштейн, Бельгія, Люксембург, Велика Британія, Болгарія, Білорусь, Чехія, Хорватія, Данія, Естонія, Франція, Німеччина, Греція, Ірландія, Швейцарія, Нідерланди, Іспанія, Угорщина, Італія, Латвія, Литва, Молдова, Польща, Росія, Румунія, Мальта, Словаччина, Словенія, Сербія (вкл. Косово), Швеція, Україна (вкл. Крим); Азія: Азербайджан, Грузія, Вірменія, Туреччина; Північна Африка: Алжир, Марокко.
В Україні зростає в тінистих букових, грабово-дубових і дубових лісах — у правобережному і західному Лісостепу, західних лісових районах, Карпатах і гірському Криму, зрідка. Входить у переліки видів, які перебувають під загрозою зникнення на територіях Київської й Хмельницької областей.